# Fulcanelli

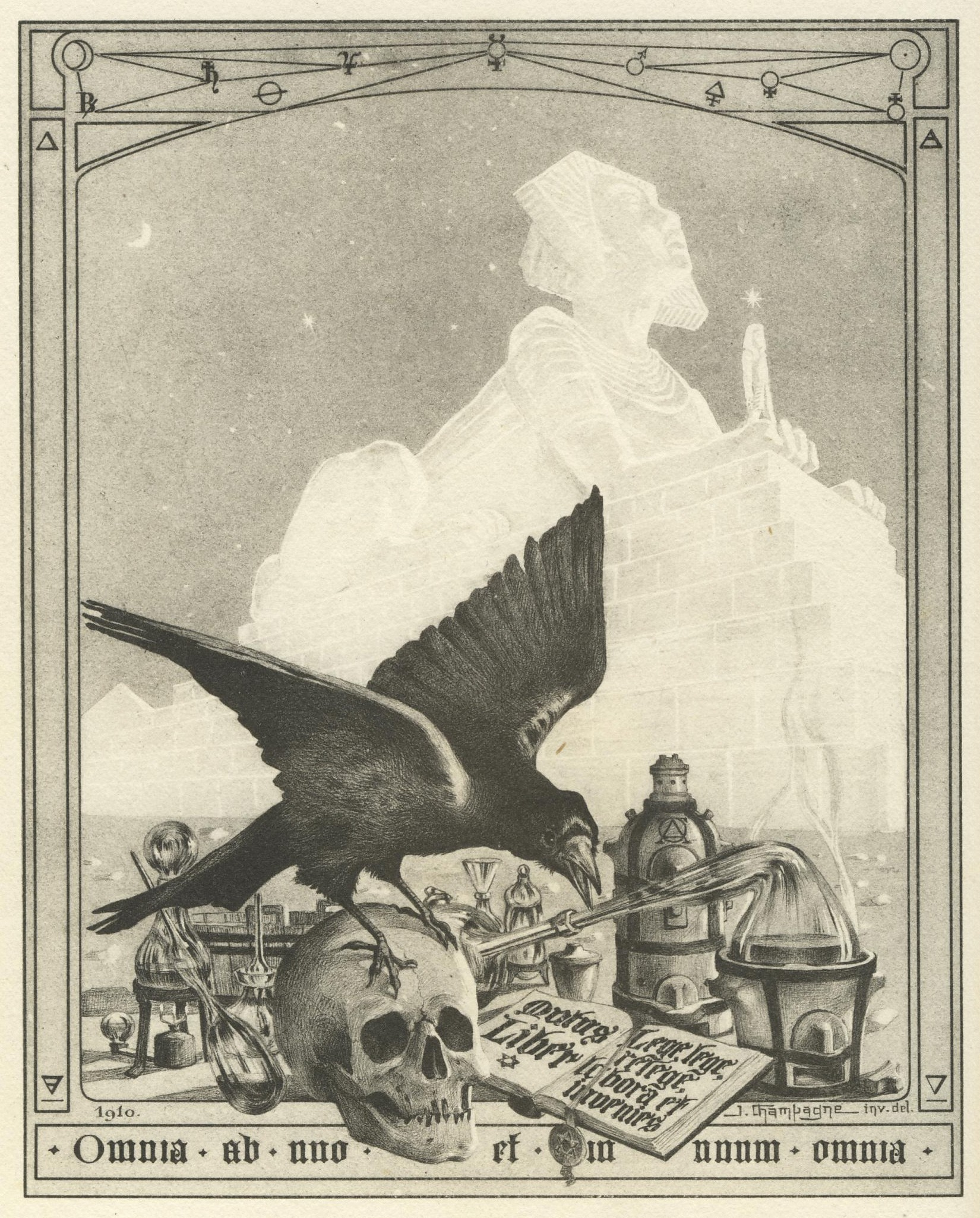
Frontispice du Mystère des cathédrales de Fulcanelli (1926), par Julien Champagne.

Sous le nom de Fulcanelli parurent Le Mystère des cathédrales en 1926, et Les Demeures philosophales en 1930. Ces ouvrages se proposent de décrypter la symbolique alchimique de plusieurs monuments, comme la cathédrale Notre-Dame de Paris, la cathédrale d'Amiens, l'hôtel Lallemant de Bourges, l'obélisque de Villeneuve-le-Comte, etc.
Ils inspirèrent notamment l'ésotériste Robert Ambelain pour écrire Dans l'ombre des cathédrales, publié en 1939.
Les deux livres publiés sous le nom de plume de Fulcanelli furent préfacés par Eugène Canseliet (1899-1982), qui se présente comme le disciple en alchimie de Fulcanelli, et illustrés par le peintre et occultiste Jean-Julien Champagne (1877-1932), ancien élève du peintre Gérôme.  Le Mystère des cathédrales et Les Demeures philosophales ont été republiés aux Éditions des Champs-Élysées en 1957 et 1960, puis en 1964 et 1965 chez Jean-Jacques Pauvert.
L'œuvre de Fulcanelli est discutée par des historiens comme Robert Halleux et Didier Kahn, qui contestent la pertinence d'une interprétation alchimique des édifices étudiés. Quant à l'identité de Fulcanelli, plusieurs hypothèses ont été émises concernant la personne cachée sous ce pseudonyme, qui pourrait aussi être une combinaison des noms Vulcain et Élie.

## Biographie hypothétique de Fulcanelli
Eugène Canseliet, auteur des préfaces des deux ouvrages de Fulcanelli et qui se présentait comme disciple en alchimie de celui-ci, raconte qu'il a fréquenté Fulcanelli de 1916 à 1922, et qu'il a assisté à une transmutation en 1922, à Sarcelles. Selon lui, Fulcanelli serait né dans la première moitié du XIXe siècle, peut-être en 1839. Il aurait consacré sa vie à l'alchimie et à la réalisation du Grand Œuvre, le rêve des alchimistes, soit le fait de découvrir les secrets de la pierre philosophale permettant la transmutation du plomb en or et la vie éternelle.
Canseliet dit avoir revu son maître en 1953 à Séville (celui-ci lui aurait dit : « Tu me reconnais ? »), alors que Fulcanelli aurait dû être âgé de 113 ans. En introduction aux ouvrages publiés sous le nom de Fulcanelli, Canseliet affirme que Fulcanelli aurait bénéficié du « Don de Dieu » (Donum Dei), ce qui signifierait qu'il aurait découvert les secrets de la vie éternelle et aurait atteint l'immortalité.

### Principales hypothèses sur l'identité de Fulcanelli

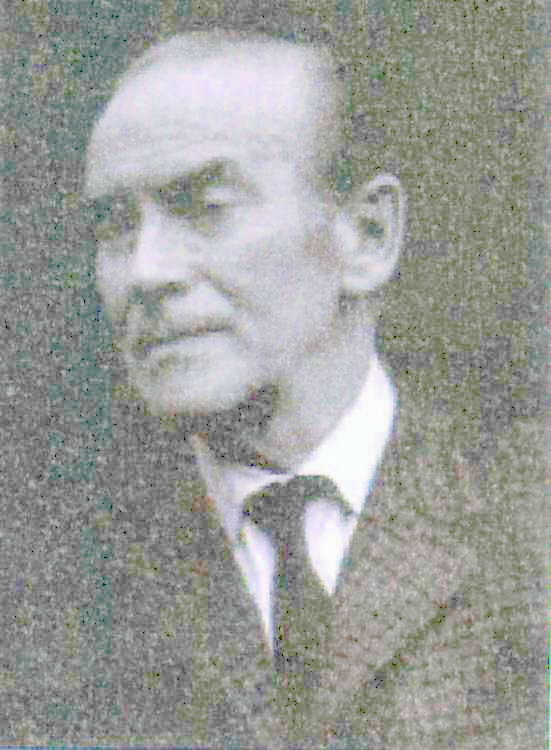
Eugène Canseliet, auteur des préfaces du Mystère des cathédrales et des Demeures philosophales.

- Eugène Canseliet lui-même (version de Paul Le Cour et de Jean-Paul Dumont : « Eugène Canseliet [...] nous avait autorisés à l'époque à révéler (dans une étude demeurée inédite) qu'il était lui-même l'auteur des livres portant la signature de Fulcanelli »[4]).
- Le peintre Julien Champagne (version de Geneviève Dubois, Robert Ambelain, René Adolphe Schwaller de Lubicz et Jules Boucher : l'auteur ésotériste Robert Ambelain, dans un article composant le dossier Fulcanelli publié en 1962 dans la revue La tour Saint-Jacques de Robert Amadou consacrée à la parapsychologie et à l'ésotérisme, déclare que Julien Champagne était appelé « mon maître » par Eugène Canseliet chez Jean Schemit, le premier éditeur de Fulcanelli[5],[6]. Canseliet nie que Fulcanelli soit Champagne dans la même revue[7]). La plupart des témoignages compilés dans son contexte historique, entre 1910 et 1940, désignent toujours Julien comme l'auteur, soit unique, soit inspiré des matériaux de Pierre Dujols[8]. La première référence au pseudonyme date d'environ 1910 et est due à Jeanne-Emilie Baheux de Puysieux (1829-1914), épouse du sculpteur Auguste Bartholdi (1834-1904).
- Un collectif constitué de Pierre Dujols, libraire parisien à l'époque, le peintre Julien Champagne et Eugène Canseliet (version de Geneviève Dubois : « les ouvrages publiés sous le pseudonyme Fulcanelli ont été l'œuvre d'un collectif : Pierre Dujols l'érudit, Jean-Julien Champagne l'opératif et Eugène Canseliet chargé de rassembler les notes »[9]).

### Autres hypothèses
- Camille Flammarion (hypothèse de Frédéric Courjeaud).
- François Jollivet-Castelot (hypothèse de Pierre Pelvet, présentée dans sa thèse de doctorat).
- René Schwaller de Lubicz (hypothèse de Jacques Bergier : dans Le Matin des magiciens, publié en 1960 avec Louis Pauwels, Bergier affirme avoir rencontré Fulcanelli en 1937, à l'initiative du physicien André Helbronner[10] et qu'il s'agissait de René Schwaller de Lubicz[réf. nécessaire]).
- Claude Sosthène Grasset d'Orcet, cryptographe et archéologue (hypothèse de Philippe Kerbellec : l'écrivain Raymond Roussel, lié à Grasset d'Orcet, semble avoir connu Fulcanelli[11]).
- L'homme rencontré par Bergier et Helbronner en 1937 dans les locaux de la Compagnie du Gaz, place Saint-Georges à Paris (entretien rapporté dans Le Matin des Magiciens), n'était pas Fulcanelli, mais Patrick (ou Patrice) Genty, employé de la Compagnie du Gaz et membre d'une association gnostique (hypothèse de Richard Khaitzine).
- Le docteur Alphonse Jobert (autre hypothèse de Richard Khaitzine).
- L'académicien Jules Violle (hypothèse de Patrick Rivière[12]).
- Paul Decœur (hypothèse de Walter Grosse[13]).
- L'écrivain Rosny-Aîné.
- Henri Boudet, curé de Rennes-les-Bains.
- Le comte de Saint-Germain (un immortel qui apparaît de siècle en siècle).
- L'ésotériste Mark Hedsel, qui a déclaré savoir que Fulcanelli, toujours vivant[Quand ?], vit à Florence en Italie.
- Pierre de Lesseps, l'un des trois fils de l'homme du canal de Suez, selon Serge Hutin : L'alchimie, éditions Que Sais-je?, 1re édition 1951
- Léon Fould[14] (hypothèse d'Henri Loevenbruck dans "Le Mystère Fulcanelli", éditions Flammarion, octobre 2013)
- Albert de Lapparent, géologue, secrétaire perpétuel de l’académie des sciences, hypothèse de Christophe de Cène, 2016[15].
- Jean-Julien Champagne (hypothèse Axel Brücker dans Fulcanelli et le Mystère de la Croix d'Hendaye).

## L'œuvre de Fulcanelli

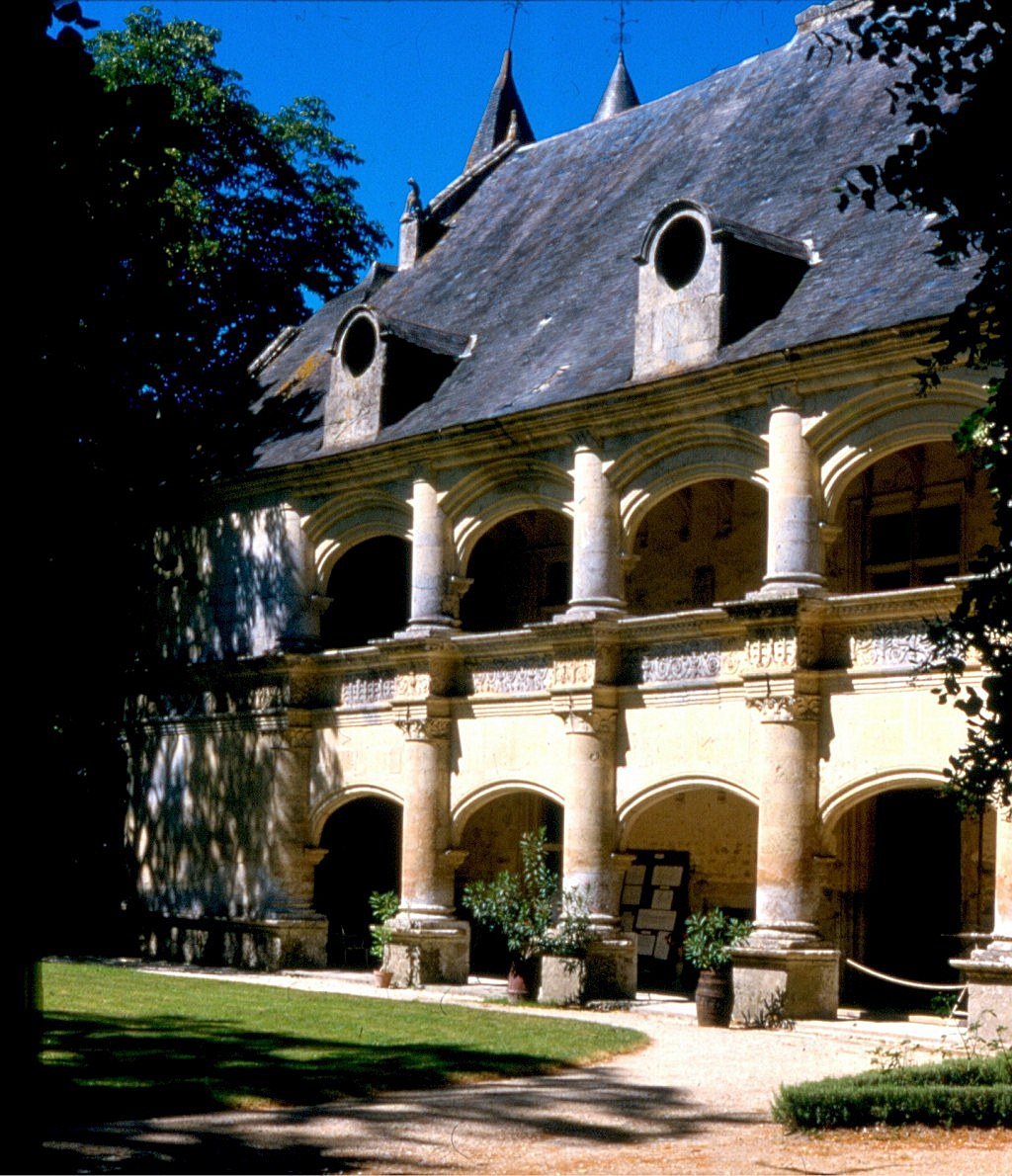
Le château de Dampierre-sur-Boutonne, longuement analysé dans Les Demeures philosophales.

Le Mystère des cathédrales paru en 1926 a pris, avec Les Demeures philosophales qui le suivront, une importance majeure dans l'histoire de l'alchimie. Il prétend poser un autre regard sur l'art gothique français, en s'intéressant à l'interprétation de la symbolique selon lui assurément laissée par les alchimistes dans la pierre. Le livre s'intéresse en particulier à la cathédrale de Paris, à la cathédrale d'Amiens, se penche sur l'Hôtel Lallemant à Bourges, bâti quant à lui vers 1500 par les frères Jean Lallemant.
Les Demeures philosophales, parues en 1930, prétendent mettre en évidence l'importance de la symbolique alchimique et d'un certain type de langage ésotérique dans l'histoire et l'architecture, grâce à divers exemples. L'auteur y expose notamment ses thèses sur l'état des connaissances philosophiques et scientifiques au Moyen Âge et à la Renaissance, connaissances toujours vues par le prisme de la quête du Grand œuvre des alchimistes.
Le livre Les Demeures philosophales évoque également le langage codé des alchimistes et hermétistes, appelé la langue des oiseaux : « La langue des oiseaux est un idiome phonétique basé uniquement sur l’assonance. On n’y tient donc aucun compte de l’orthographe, dont la rigueur même sert de frein aux esprits curieux […]. » L'ouvrage se conclut par une mise en garde touchant aux dangers d'un progrès scientifique illimité.

### Demeures et lieux étudiés

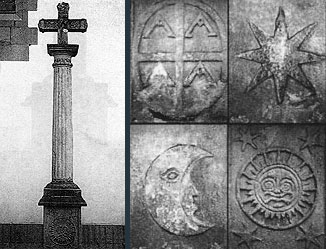
Croix cyclique d'Hendaye et détails de sa base.

- Le Manoir de la Salamandre de Lisieux en Normandie (ou maison alchimique de Lisieux). Ce manoir, connu sous le nom d'Hôtel Cirié-Planteflore (cf. Guide du Routard, à la page des hôtels de la ville d'Etretat), a été entièrement démonté à Lisieux vers 1906 et remonté à Etretat vers 1912 (cf. placard apposé sur cet hôtel). Trop jeune à cette époque, Canseliet ne pouvait pas avoir eu connaissance du transfert, ce qui explique sa déclaration dans la deuxième ou la troisième préface des Demeures Philosophales, selon laquelle le Manoir de la Salamandre aurait été détruit par les bombardements de Lisieux en 1944, après le débarquement allié en Normandie ;
- La Maison d'Adam et Ève au Mans dans la Sarthe ;
- La Maison de l'Homme des Bois à Thiers ;
- La cheminée dite « alchimique » de Coulonges-sur-l'Autize dans les Deux-Sèvres, transportée au XIXe au château de Terre-Neuve à Fontenay-le-Comte (85) ; son manteau porte en frise ces mots : « En naissant nous mourrons chaque jour » ;
- Le galerie haute (vers 1550) du château de Dampierre-sur-Boutonne en Charente-Maritime, dont le plafond est orné de 93 caissons carrés  sculptés de divers symboles ;
- Le tombeau du duc François II de Bretagne à la cathédrale Saint-Pierre-et-Saint-Paul de Nantes en Loire-Atlantique ;
- Le cadran solaire du Palais de Holyrood à Édimbourg en Écosse ;
- La chapelle Notre Dame de Pitié en l'Église du Chapitre à Figeac ;
- Le porche septentrional de l'Église Saint-Hilaire à Melle ;
- L'obélisque de Dammartin-sur-Tigeaux (Seine-et-Marne), incorrectement nommé par Fulcanelli « Dammartin-sous-Tigeaux », situé aux limites de Dammartin-sur-Tigeaux, Mortcerf et Villeneuve-le-Comte ;
- La croix cyclique d'Hendaye, département des Pyrénées-Atlantiques, région Nouvelle-Aquitaine.

### Le mystère du troisième ouvrage

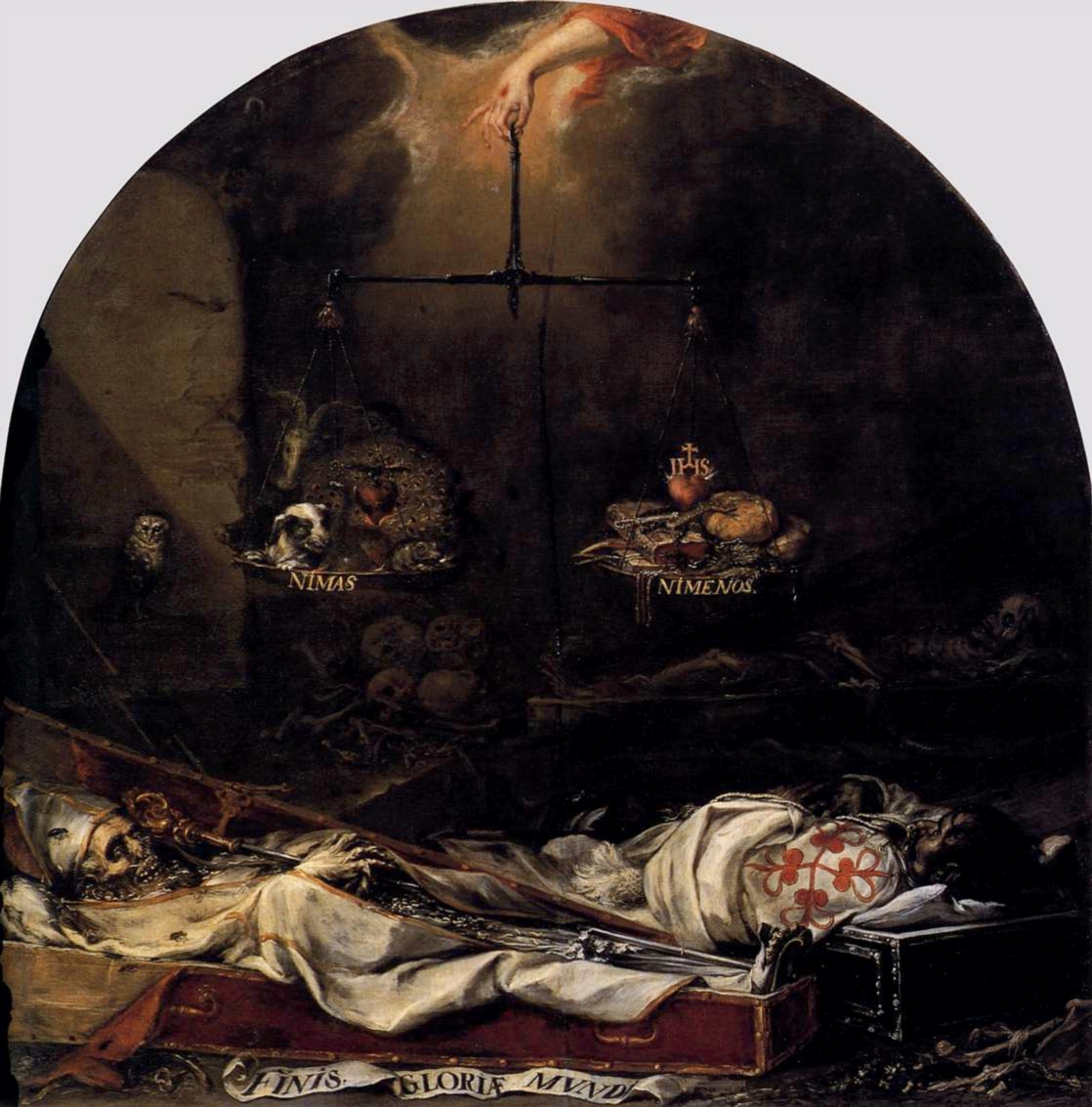
Le Finis Gloriae Mundi (1672) de Juan de Valdés Leal (1622-1690) - qui aurait donné son nom au troisième livre, non publié de Fulcanelli.

Fulcanelli aurait composé un troisième ouvrage, sous le titre Finis gloriae mundi, mais aurait décidé de ne pas le faire paraître, en retirant les notes à son disciple Canseliet.
Le titre Finis gloriae mundi fait référence à un célèbre tableau de Juan de Valdés Leal (1622-1690). En 1954, il fut ainsi commenté par Eugène Canseliet : 
« Qui n'a vu cette toile à Séville, tout de suite en entrant dans l'église de la Santa Caridad, ne saurait en déceler tout le bouleversant magnétisme, pénétrant d'irrésistible tristesse l'âme déjà émue de présence irréelle, de quelque ombre illustre familière du lieu, et que concrétisent sans doute, en poignant témoignage, le masque mortuaire et l'épée de don Juan. L'hermétiste aurait beaucoup à découvrir dans la vie et les œuvres du hermano major, Miguel de Manara, de qui Valdes Leal a présenté, dans sa caja sans couvercle, le cadavre (?) enveloppé du manteau blanc des chevaliers de Calatrava: - Ni mas, ni menos; ni plus, ni moins -. Cette main percée par le clou de la Passion, qui apparaît telle la main de gloire - la man de gorre, - de nos dialectes d'oc, utilisée pour la découverte des trésors, n'est pas celle du Christ, mais d'une femme, selon que le proclament le galbe délicat et le mouvement précieux. »
En 1988, dans la revue alchimique La Tourbe des philosophes, Jean Laplace publia le synopsis de l'ouvrage retrouvé dans une chemise cartonnée restée à l'abri dans la maison d'Eugène Canseliet à Savignies :
I. La décadence de notre civilisation et la déchéance des sociétés humaines
Incrédulité religieuse et crédulité mystique. Effets néfastes de l'enseignement officiel. Abus des plaisirs par la crainte de l'avenir. Fétichisme à notre époque. Symboles plus puissants qu'autrefois dans la conception matérialiste. Incertitude du lendemain. Méfiance et défiance généralisées. La mode et ses caprices révélateurs. Les initiés inconnus gouvernent seuls. Le mystère pèse sur les consciences.
II. Témoignages terrestres de la fin du monde
Les quatre Âges. Les cycles successifs scellés dans les couches géologiques. Fossiles. Flore et faune disparues. Squelettes humains. L'Asiatide. Monuments de l'humanité dite préhistorique. Cromlechs. Chandelier des trois croix.
III. Les causes cosmiques du bouleversement
Le système de Ptolémée. L'Almageste. Erreur du système de Copernic démontrée par l'étoile polaire. Précession des équinoxes. Inclinaison de l'écliptique. Variations inexplicables du pôle magnétique. Ascension solaire au zénith du pôle et retour en sens contraire provoquant le renversement de l'axe, le déluge et la fusion à la surface du globe.
En 1999, Jean-Marc Savary fait paraître, aux éditions Liber Mirabilis, un autre texte intitulé Finis Gloriae Mundi, signé Fulcanelli et préfacé par Jacques d'Arès, successeur de Paul Le Cour à la tête de la revue ésotérique Atlantis. Cette publication a déclenché une certaine polémique dans le microcosme alchimique.
Pour Richard Caron, le troisième livre de Fulcanelli, ce n'est pas le fameux Finis Gloriae Mundi, mais les Deux logis alchimiques de Canseliet.

### Réception de l'œuvre de Fulcanelli
Pour l'historien Robert Halleux, « l'idée que des monuments ou des œuvres d'art contiennent un symbolisme alchimique » ne remonte qu'au XVIIe siècle : 
« En sculpture, les mystérieux reliefs qui couvrent le plafond d'une petite salle dans l'Hôtel Lallemant à Bourges, construit en 1487, s'expliquent pour une bonne moitié dans un cadre alchimique, sans que cette interprétation soit tout à fait décisive. Mais il n'y a pas d'exemples certains pour le Moyen Âge. Le symbolisme des cathédrales ne paraît rien devoir à l'alchimie. L'interprétation hermétique est née à une époque où le sens religieux du symbole s'était, comme les pierres elles-mêmes, érodé. »
Selon l'historienne Maria Antonietta de Angelis, les caissons de la galerie du château de Dampierre-sur-Boutonne, longuement étudiés dans les Demeures philosophales, ont été inspirés par la mode des rébus et des devises et ne doivent rien ou quasiment rien à un langage alchimique.
L'universitaire Antoine Faivre, dans son Accès à l'ésotérisme occidental (1986), juge que bien que « certains esprits romantiques » trouvent dans les sculptures des cathédrales « plus d'ésotérisme qu'elles n'en contiennent », il y a « sûrement quelque vérité dans les interprétations alchimiques de l'alchimiste Fulcanelli [qui] interprète les bas reliefs du portail central de Notre-Dame de Paris comme autant de symboles du Grand Œuvre.» Il note ailleurs que les ouvrages de Fulcanelli « s’imposèrent d’emblée à l’attention des curieux d’alchimie ainsi que des historiens de l’art » et que « s’il semble difficile d’admettre toutes les propositions de l’auteur, celui-ci a eu au moins le mérite d’attirer l’attention de nos contemporains sur un aspect trop négligé de l’art médiéval. ».
Pour Didier Kahn : « On ne connait presque pas de monuments susceptibles d'être appelés alchimiques. La plupart de ceux qui furent allégués comme tels au cours des siècles affichent un symbolisme ou une emblématique qui s'expliquent bien plus simplement. ». Il note que la symbolique de ces sculptures n'est pas spécifiquement alchimique, et un certain nombre de contre-vérités dans les ouvrages de Fulcanelli comme le thème du livre présenté à tort comme un symbole classique de la matière du grand œuvre, ou de la métaphore « art de la musique » pour l'alchimie qui n'est en fait jamais utilisée dans les textes.

## Citations
- « La cathédrale est une œuvre d' art goth ou d' argot. [...] L'argot reste le langage d'une minorité d'individus vivant en dehors des lois reçues, des conventions, des usages, du protocole, auxquels on applique l'épithète de voyous, c'est-à-dire de voyants, et celle plus expressive encore, de Fils ou Enfants du Soleil. L'art gothique est, en effet, l' art got ou cot (Xo), l' art de la Lumière ou de l'Esprit » in Le Mystère des Cathédrales.
- « Avez-vous réfléchi aux conséquences fatales qui résulteront d'un progrès illimité ? » in Les Demeures philosophales.

#### Publications de Fulcanelli
- Le Mystère des Cathédrales et l’interprétation ésotérique des symboles hermétiques du Grand-Œuvre. Préface de E. Canseliet, F. C. H. Ouvrage illustré de 36 planches d'après les dessins de Julien Champagne, Paris: Jean Schemit, 1926, in-8°, 150 p. Édition nouvelle et augmentée, illustrée de 39 planches d'après les dessins de Julien Champagne, Paris: Les Éditions des Champs-Élysées, Omnium littéraire, 1957, in-8°, 174 p. Troisième édition, augmentée, 49 illustrations photographiques nouvelles, la plupart de Pierre Jahan, et un frontispice de Julien Champagne, Paris: Société nouvelle des Éditions Pauvert, 245 p. Dernière réédition : idem, ibidem, 2002  Alcor Éditions - conforme à l'Édition originale de 1926
- Les Demeures philosophales et le Symbolisme hermétique dans ses rapports avec l'art sacré et l'ésotérisme du grand-œuvre. Préface de Eugène Canseliet, F. C. H. Ouvrage illustré de 40 planches, d'après les dessins de Julien Champagne Paris, Jean Schemit, libr., 1930. (22 novembre.) In-8, XI-351 p. [1823]. Dernière réédition : Société nouvelle des Éditions Pauvert, Paris, 2001, 2 volumes (470 et 390 p.).  (Chez L.B.E Publishing également en 2011) Alcor Éditions - conforme à l'Édition originale de 1930.

#### Pseudo-Fulcanelli
- Finis gloriae mundi, Londres, éditions Liber Mirabilis, 1999. Un faux selon L.A.T. , Jean-Pierre Thomas , etc.

#### Études sur Fulcanelli
- Guy Bechtel, Entretien avec E. Canseliet sur Fulcanelli, suivi de Le mystère Fulcanelli, S. l., 1974.
- Kenneth Rayner Johnson: The Fulcanelli phenomenon : the story of a 20th century alchemist, Jersey, 1980.
- B. Allieu, B. Lonzième, Index Général de l'Œuvre de Fulcanelli, Éditions les Trois R, Amboise, 1992
- Geneviève Duois : Fulcanelli dévoilé,  éd. Dervy, 1992, 216 p.
- Frédéric Courjeaud Fulcanelli. Une identité révélé éd. Claire Vigne, Paris, 1996
- Richard Khaitzine : Fulcanelli et le cabaret du Chat noir, Éditions Ramuel, Paris, 1997, 336 p.
- Axel Brücker "Fulcanelli et le Mystère de la croix d'Hendaye", Éditions Séguier, Paris, 2005, 224 pages
- Jean Artero, Présence de Fulcanelli, Arqa, Marseille, 2008
- W. Grosse Fulcanelli, un secret violé, GROSSE, Walter éditeur, Lisbonne, 2009
- Philippe Buchelot Fulcanelli exhumé  Ed.La Pierre Philosophale Hyères, 2011
- W. Grosse Le Puzzle Fulcanelli Ed.La Pierre Philosophale, Hyères, 2011
- Nicodème Le Maitre secret de Fulcanelli  Ed.La Pierre Philosophale Hyères, 2011
- Collectif Les actes du colloque Fulcanelli Ed. La Pierre Philosophale Hyères, 2012
- Philippe Buchelot De Vulcain Solaire à Fulcanelli  Ed. La Pierre Philosophale Hyères, 2012
- Johan Dreue En Héliopolis, portrait d'un Adepte du XXe siècle Le lys Rouge, 320 p. 2015
- Johan Dreue Fulcanelli, l'Alchimiste de la République, Le lys Rouge, 260 p. 2016
- Jacques Grimault L'Affaire Fulcanelli Ed.de la Nouvelle Atlantide, 321 p. 2016
- Christophe de Cène Finis Gloria Mundi de Fulcanelli.La révélation Ed.Books on Demand 116 p. 2016
- Patrick Rivière : Fulcanelli, collection Qui Suis-je ?, Éditions PARDES et Fulcanelli, sa véritable identité enfin révélée. La lumière sur son œuvre, Éditions de Vecchi.

#### Fulcanelli dans la fiction
- Henri Loevenbruck, Le Mystère Fulcanelli : roman, Paris, éditions Flammarion, octobre 2013, 413 p. (ISBN 978-2-08-124629-4, OCLC 951783768).
- Roger Facon, Fulcanelli & les Alchimistes Rouges, Paris, Les éditions de L'Œil du Sphinx, 2016, 140 p. (ISBN 979-10-91506-49-6).
- Roger Facon, Fulcanelli, Commandeur du Temple, Paris, Les éditions de l'Œil du Sphinx, 2017, 140 p. (ISBN 979-10-91506-61-8).
- Les Chevaliers d'Héliopolis, Glénat, 2017
Scénario : Alejandro Jodorowsky - Dessin : Jérémy

### Culture populaire
Au cinéma
- Dans le film The Fulcanelli Enigma le personnage de Carlos Flamel tient une grande admiration pour Fulcanelli.